# АМ-3

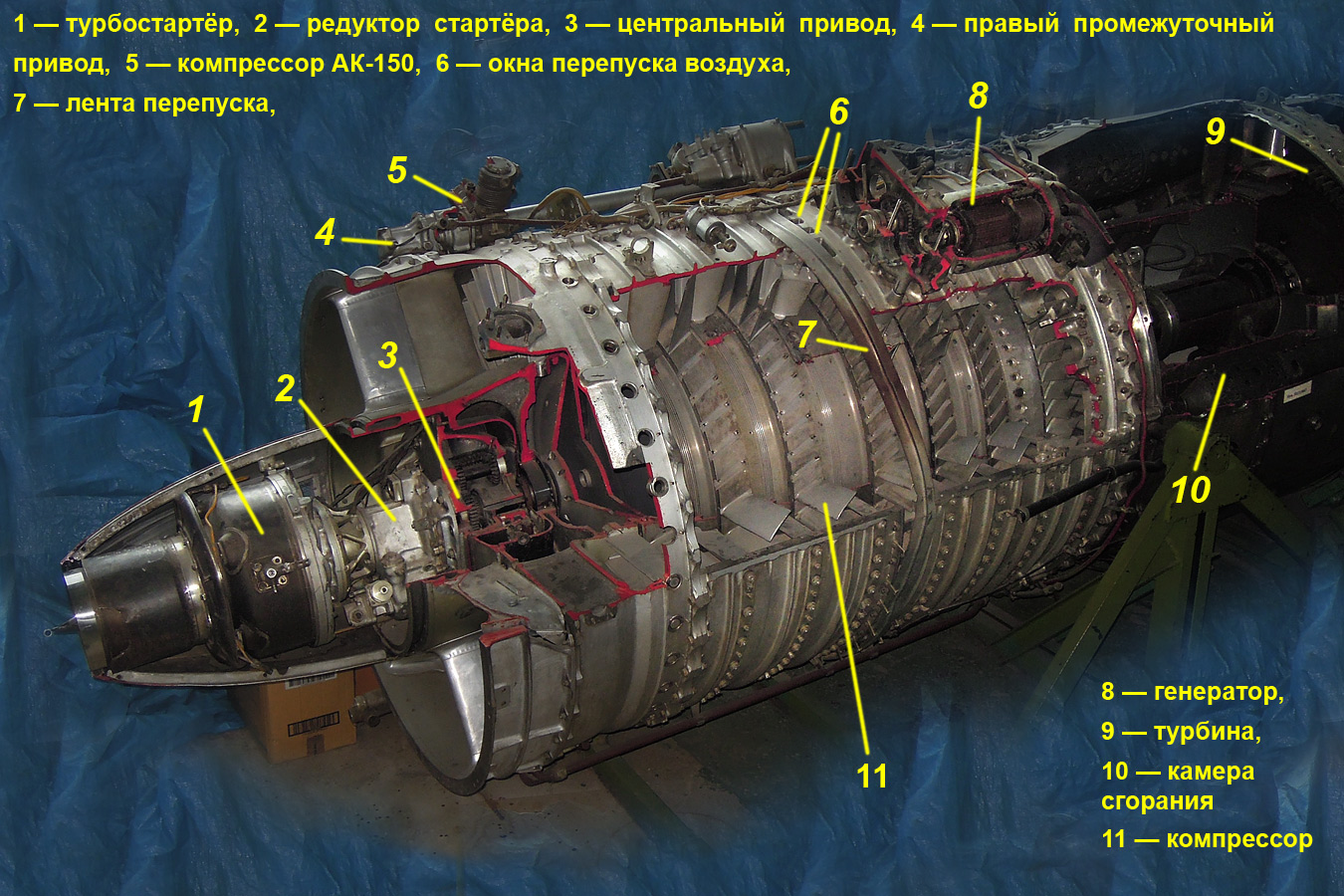
Разрез двигателя АМ-3 в Самарском университете

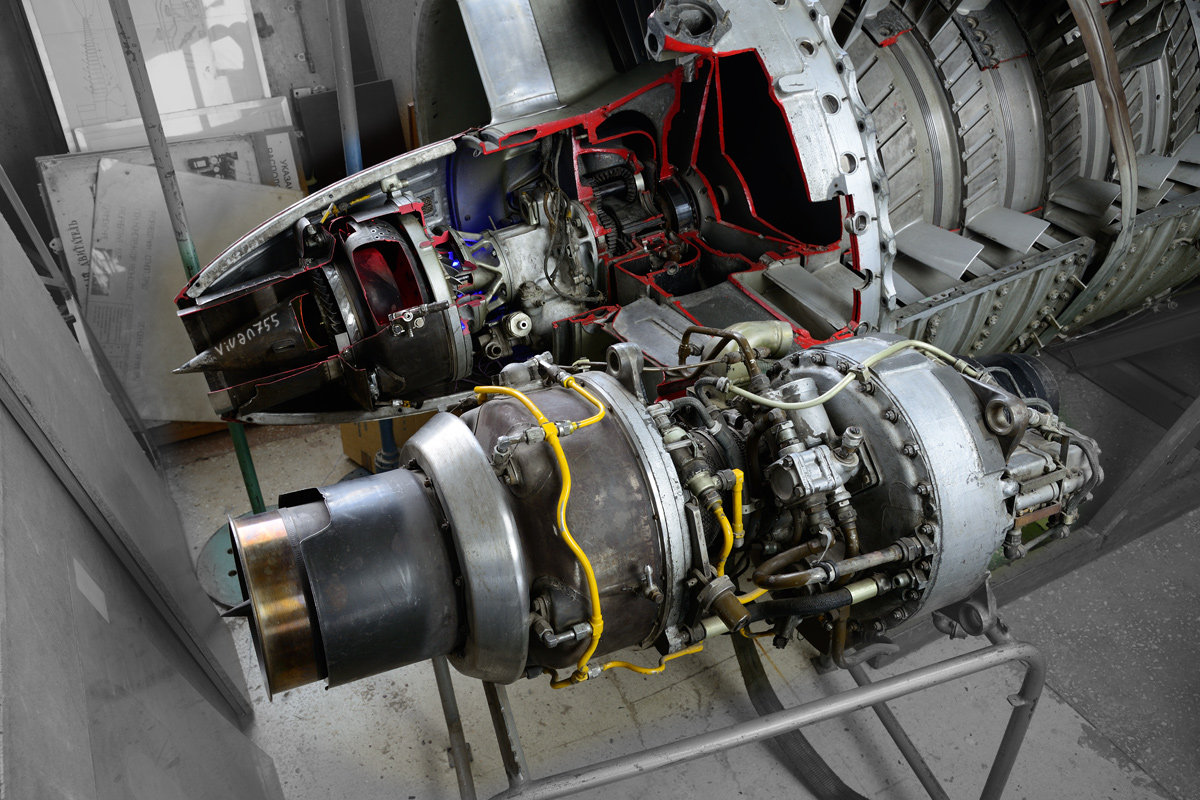
Разрезанный турбостартёр С-300В и турбогенератор ТГ-16М от самолёта Ан-12

АМ-3 (РД-3) — турбореактивный двигатель, разработанный в 1949 году в ОКБ-300 под руководством Главного конструктора А. А. Микулина, специально для самолёта «88» (Ту-16). Проект известен под рабочим названием АМРД-03, первые рабочие экземпляры АМ-3 изготовлены в 1950 году. На момент создания это был самый мощный в мире авиационный двигатель.
Применялся на самолётах типа Ту-16, Ту-104, М-4.
Выпускался в Китае по лицензии под названием WP-8.
После отстранения А. А. Микулина от руководства ОКБ-300 двигатель АМ-3 был переименован в РД-3.

## Разработка
Для отработки двигателя начиная с февраля 1952 года применялась летающая лаборатория — переоборудованный самолёт Ту-4.
Государственные стендовые испытания двигателя АМ-3 зав. № 25-14 начались в ноябре 1952 года и уже 29 декабря председатель комиссии инженер-полковник Алексеев подписал акт об успешном завершении государственных испытаний двигателя. Решение о серийном производстве на Казанском заводе № 16 было принято ещё до окончания госиспытаний.

## Конструкция
Одновальный одноконтурный ТРД с осевым восьмиступенчатым компрессором, с перепуском воздуха за III ступенью, двухступенчатой турбиной и нерегулируемым соплом. Запуск производится от бензинового турбостартёра С300-75. На двигателе стоят две коробки приводов — верхняя и нижняя.
Длина двигателя — 5,38 м, диаметр — 1,4 м, сухой вес — 3100+2 % кг. На максимальном режиме, при оборотах ротора 4650+25 об/мин, тяга двигателя составляет 8750 кгс, на номинальном режиме работы при оборотах 4350-50 об/мин — 7000 кгс.
Первые двигатели имели ресурс 100 часов. В дальнейшем выпускались АМ-3 серии 2 и серии 3 с увеличенным ресурсом. Дальнейшей модификацией стал АМ-3М (РД-3М) с увеличенной мощностью, сниженным расходом топлива и ресурсом в 200 часов. Самой удачной стала модификация РД-3М-500, где уже был достигнут межремонтный ресурс 500, а затем — и 2000 часов работы. Был введён так называемый «чрезвычайный режим» (ЧР), позволяющий кратковременно увеличить тягу в случае отказа одного из двигателей при взлёте.
Топливо для двигателя — ТС-1, Т-1. Турбостартёр работал на бензине Б-70.
Уточнение - бензин Б-70 использовался в качестве "пускового топлива", т.е. подавался в камеры сгорания при запуске, а турбостартер работал на основном топливе - Е, ТС-1.